# Kreis Geilenkirchen
Der Kreis Geilenkirchen war von 1816 bis 1932 ein Landkreis im Regierungsbezirk Aachen. Mit diesem gehörte er zunächst zur preußischen Provinz Jülich-Kleve-Berg und seit 1822 zur Rheinprovinz. Sein Gebiet gehört heute zum Kreis Heinsberg und zur Städteregion Aachen. Sitz der Kreisverwaltung war Geilenkirchen.

## Verwaltungsgeschichte

Der Kreis Geilenkirchen auf einer Karte aus dem Jahr 1905

Der Kreis Geilenkirchen wurde 1816 im Wesentlichen aus dem Kanton Geilenkirchen gebildet, der bis 1813 zum Arrondissement Aachen im französischen Département de la Roer gehört hatten. Der Kreis gliederte sich zunächst in 13 Bürgermeistereien, die in der Franzosenzeit als Mairien eingerichtet worden waren. Mit der Einführung der Gemeindeordnung für die Rheinprovinz von 1845 wurden einige Bürgermeistereien des Kreises in mehrere Gemeinden untergliedert. Die Bürgermeisterei Übach wurde 1846 aufgehoben und in die Bürgermeisterei Baesweiler eingegliedert. Ebenso wurde im weiteren Verlauf des 19. Jahrhunderts die Bürgermeisterei Puffendorf aufgehoben und in die Bürgermeisterei Immendorf eingegliedert. Im Kreis Geilenkirchen bestanden seit dieser Zeit auf einer Fläche von 196,8 km² elf Bürgermeistereien mit insgesamt 19 Gemeinden:
| Bürgermeisterei  | Gemeinden                                 |
| ---------------- | ----------------------------------------- |
| Baesweiler       | Baesweiler, Beggendorf, Oidtweiler, Übach |
| Brachelen        | Brachelen, Lindern                        |
| Frelenberg       | Frelenberg                                |
| Gangelt          | Birgden, Gangelt                          |
| Geilenkirchen    | Geilenkirchen                             |
| Immendorf        | Immendorf, Puffendorf                     |
| Randerath        | Randerath                                 |
| Scherpenseel     | Scherpenseel                              |
| Schümmerquartier | Schümmerquartier                          |
| Teveren          | Teveren                                   |
| Würm             | Beeck, Süggerath, Würm                    |

Wie in der gesamten Rheinprovinz wurden seit dem 1. Januar 1928 die Bürgermeistereien des Kreises als Ämter bezeichnet. Der ebenfalls im Jahr 1816 gegründete Kreis Heinsberg wurde am 1. Oktober 1932 in den Kreis Geilenkirchen eingegliedert und erhielt am 10. August 1933 den neuen Namen Kreis Geilenkirchen-Heinsberg.

## Bevölkerungsentwicklung
Die preußischen Bevölkerungsaufnahmen ergaben für den Kreis
- 1825: 22.956 Einwohner, davon 22.152 Katholiken, 482 Protestanten und 149 Juden. Es gab 4.401 Privatgebäude und 96 öffentliche Gebäude. Der Flächen-Inhalt des Kulturlandes wurde mit 77.438 Morgen angegeben.
- 1852: 26.102 Einwohner, davon 25.378 Katholiken, 535 Protestanten und 189 Juden. Es gab 5.044 Wohngebäude und 122 öffentliche Gebäude.
- 1900: 26.476 Einwohner[3]
- 1925: 37.444 Einwohner, davon 34.816 Katholiken, 2.210 Protestanten, 36 sonstige Christen und 175 Juden.[3]

## Wappen
Der Kreis Geilenkirchen führte kein eigenes Wappen. Als untere staatliche Verwaltungsbehörde verwandte er den Preußenadler.

## Landräte
- 1816–1844 Joseph von Fürth
- 1844–1845 NN. Claessen (auftragsweise)
- 1845–1847 Johann Contzen (auftragsweise)
- 1847–1875 Carl von Eynatten
- 1875–1891 Karl von der Goltz
- 1891–1919 Adrian von Wrede-Melschede
- 1919–1932 Alexander Czéh (ab 1. Oktober 1932 bis 1945 Landrat Kreis Geilenkirchen-Heinsberg)